# Ave verum corpus (Mozart)
Ave verum corpus es un pequeño motete musical compuesto por Wolfgang Amadeus Mozart en 1791 (el año de su muerte) sobre el breve himno eucarístico homónimo que data del siglo XIV y que se atribuye al papa Inocencio VI. Tiene el número KV618 según la numeración del Catálogo Köchel de la obra de Mozart.

## Historia de la obra
En abril de 1791, Leopold Hofmann, quien fue maestro de capilla en la catedral de San Esteban de Viena, cayó gravemente enfermo. Mozart, que nunca había sido un ávido compositor de música sacra, vio una oportunidad de mejorar sus ingresos. Con este fin, dirigió de nuevo su atención a este tipo de música,[cita requerida] que culminó finalmente con su Réquiem. (En este caso, Hofmann sobrevivió a Mozart, y murió en 1793.)[cita requerida]
La composición del motete Ave verum corpus la inició para la festividad del Corpus Cristi y la finalizó en Salzburgo el 18 de junio de 1791 (el año de su muerte). Fue dedicado a Anton Stoll, director del coro de la parroquia de Baden, una estación termal donde Constanze, la esposa de Mozart, pasaba largas temporadas reponiéndose de su penoso estado de salud.[cita requerida]

## Forma de la obra
Esta obra está compuesta para coro, cuerdas y órgano. En el manuscrito de Mozart solo existe una pequeña nota a la dirección indicando sotto voce al comienzo.[cita requerida]
Este motete es muy simple, quizá por la prohibición de componer música que no fuese para la Corte Imperial o quizá pensando en las limitaciones del coro de Stoll. De cualquier modo, su valor radica en su simplicidad y belleza.[cita requerida]
La obra se reduce a cuarenta y seis compases de escritura orquestal para la introducción, desarrollo y fin, y toda la parte coral es interna. Esto también responde a la corriente de estilo que imperó en Viena por la época, que promulgaba la simplicidad en formas de las obras religiosas.[cita requerida]
Por otro lado, esta obra fue compuesta mientras Mozart terminaba de componer su ópera La flauta mágica y mientras Constanze esperaba el nacimiento de su sexto hijo y reposaba en el sanatorio de Baden. Sólo faltaban escasos seis meses para la muerte de Mozart.[cita requerida]
Como curiosidad, cabe comentar que existe una modulación inusual[cita requerida] desde la tonalidad pasajera de La mayor a Fa mayor mientras se canta el texto "cuius latus perforatum unda fluxit et sanguine" ("de cuyo lado perforado fluyó agua y sangre"); esta modulación es muy simple: pasando de La al acorde de Do con séptima mediante un cromatismo en las voces de sopranos y tenores. Do es el tercer grado (mediante) de La y a su vez quinto (dominante) del sexto grado, Fa; es decir, el mencionado acorde es dominante secundaria de Fa, tonalidad en la que dicha séptima de dominante termina por resolver, aunque la breve duración en la región de Fa podría considerarse más bien un pasaje modulante que una modulación en toda regla.[cita requerida]
Esta sencillez modulatoria fue descrita por Artur Schnabel, quien dijo de la misma "demasiado simple para los niños pero demasiado difícil para los adultos".[cita requerida] También hay otra curiosidad: resulta que esta oración litúrgica contiene un texto final que, aunque es más moderno que el resto de la oración, dice: "O Jesu dulcis, o Jesu pie, o Jesu, Fili Mariae", que Mozart no musicalizó por causas desconocidas.[cita requerida]